# Kaskade
Ryan Raddon (Chicago, Illinois; 25 de febrero de 1971), conocido por su nombre artístico Kaskade, es un DJ, remezclador y productor discográfico estadounidense nominado a los Premios Grammy. También es miembro de la banda de música electrónica Late Night Alumni. Ocupó la posición #84 en la encuesta realizada por la revista DJ Mag en el año 2015.  En 2011 y 2012 llegó a posicionarse en el número 30 siendo esta su mejor ubicación en la lista.

## Biografía
Kaskade nació en 1971 en Chicago. En su juventud se mudó a Salt Lake City en 1992 para estudiar en la Universidad de Utah. Durante este periodo fue dueño y atendía una tienda de discos. En mayo de 2000, Kaskade se mudó a San Francisco y comenzó a trabajar como asistente de A&R para Om Records. Kaskade lanzó su primer sencillo, llamado "What I Say" bajo este sello discográfico en el 2001.
En su álbum In the Moment Kaskade tuvo su primer sencillo dentro del top 10 con "Steppin' Out" alcanzando el lugar 5 en el Hot Dance Club Play de la revista Billboard y el lugar 6 en el Dance Radio Airplay. El cuarto sencillo lanzado de su álbum, "Everything," alcanzó el primer lugar en la misma lista de Billboard.
El cuarto álbum de estudio de Kaskade "Love Mysterious" es lanzado en septiembre de 2006. Su primer sencillo, "Be Still", alcanzó la cuarta posición en el Hot Dance Club Play de Billboard. En esta grabación se cuenta con la participación del vocalista Sunsun, e incluye remixes de Jay-J y Robbie Rivera. El siguiente sencillo "Stars Align" alcanza la octava posición en la "Hot Dance Airplay chart", aunque únicamente logró posicionarse en el lugar 11 del "Hot Dance Club Play chart". El tercer sencillo "Sorry", fue el tercer sencillo consecutivo en alcanzar el "top ten" del "Hot Dance Airplay Chart" de Billboard, llegando al noveno lugar. El DJ y productor australiano Dirty South realizó su versión remix de "Sorry", siendo nominado para los premios Grammy 2008 por la mejor grabación remezclada. Su quinto trabajo Strobelite Seduction fue lanzado en 2008 por Ultra Records en el cual incluía el sencillo "Angel On My Shoulder" además de sus coproducciones junto a Deadmau5, "Move for Me" y "I Remember". Este último obtuvo el primer puesto en el Dance/Mix Show Airplay de la Billboard. En 2010 lanza su sexto álbum Dynasty que incluía el sencillo homónimo que logró nuevamente el número uno en el Hot Dance Airplay de la Billboard. También incluía sencillos como "Only You" una coproducción con Tiësto y "Fire in Your New Shoes" en la que participó la cantante de la banda canadiense Dragonette, Martina Sorbara. En 2011 edita su séptimo álbum de estudio Fire & Ice colocándose en el número 17 del Billboard 200 y recibe una nominación al Grammy. Contiene sencillos como "Eyes", "Turn It Down" con las voces del dúo sueco Rebecca & Fiona, "Lick It" coproducido con Skrillex y "Lessons in Love" la que contó con la colaboración de la banda de rock alternativo Neon Trees y supo ubicarse en el número 94 del Billboard Hot 100. En septiembre de 2013 lanzó su octavo álbum de estudio Atmosphere ubicándose en el número 16 del Billboard 200 siendo hasta el momento su trabajo más exitoso, a su vez vuelve a ser nominado al Grammy por Mejor álbum de dance/electrónica. Para su presentación lanzó el sencillo "Atmosphere" en donde por primera vez se desempeña como vocalista poniéndole su voz en esta canción.
En 2015, obtiene una nueva nominación al Grammy a la mejor grabación remezclada por su versión editada del sencillo «Smile» para el dúo sueco Galantis.
En septiembre de ese mismo año lanza su noveno álbum de estudio titulado Automatic a través de Warner Bros. Records. De este se desprenden sencillos como "A Little More" (una coproducción con John Dahlbäck), "Never Sleep Alone", "Disarm You" y "We Don't Stop". Este álbum también cuenta con la colaboración de CID y Galantis en la producción.
En los Premios Grammy de 2016 vuelve a obtener una nominación a la mejor grabación remezclada por su remezcla de «Runaway (U & I)» para Galantis.
Mucha gente cree que Kaskade tomó su nombre por la banda de Detroit "the Kaskades", quienes se separaron a finales de 2006. En realidad, Kaskade tomó su nombre artístico de un libro sobre naturaleza cuando vio una foto de una cascada y un compañero estuvo de acuerdo en que "cascade" sería una buena elección, pero el decidió cambiar la forma de escribirla.

## Discografía

### Álbumes de estudio
- It's You, It's Me (2003)
- In the Moment (2004)
- The Calm (2006)
- Love Mysterious (2006)
- Strobelite Seduction (2008)
- Dynasty (2010)
- Fire & Ice (2011)
- Atmosphere (2013)
- Automatic (2015)

### Singles y EP
- "What I Say" (2001)
- "Gonna Make It" (2001)
- "I Feel Like" (2002)
- "True" (2004)
- "Keep On" (2004)
- "Steppin' Out" (2004)
- "Soundtrack to the Soul" (2004)
- "The Gift" (2004)
- "To Do" (2004)
- "Sweet Love" (2004)
- "Everything" (2005)
- "Safe" (2005)
- "4AM" (2005)
- "Be Still" (2006)
- "Stars Align" (2006)
- "In This Life" (2007)
- "Sorry" (Dirty South Remix) (2007)
- "Sometimes" (2007)
- "Move for Me" (con Deadmau5) (2008) - Número uno en el Billboard Dance Airplay (durante dos semanas)
- "I Remember" (con Deadmau5) (2008)
- "Angel on My Shoulder" (con Tamra Keenan) (2008)
- "Step One Two" (2008)
- "So Far Away" (with Seamus Haji & Haley) (2009)
- "All You" (2010)
- "Dynasty" (con Haley) (2010)
- "Fire In Your New Shoes" (con Dragonette) (2010)
- "Don't Stop Dancing" (with EDX feat. Haley) (2010)
- "Raining" (with Adam K feat. Sunsun) (2010)
- "Only You" (with Tiësto feat. Haley) (2011)
- "All That You Give" (with Mindy Gledhill) (2011)
- "Call Out" (with Mindy Gledhill) (2011)
- "Eyes" (Featuring Mindy Gledhill) (2011)
- "Turn It Down" (con Rebecca & Fiona) (2011)
- "Room For Happiness" (con Skylar Grey) (2011)
- "Lick It" (with Skrillex) (2012)
- "Llove" (feat. Haley) (2012)
- "Lessons in Love" (with Neon Trees)(2012)
- ¨No One Knows Who We Are¨ (con Swanky Tunes feat. Lights) (2013)
- ¨Atmosphere¨ (2013)
- ¨Last Chance¨ (With Project 46) (2013)
- ¨Something Something¨ (With Zip Zip Through The Night) (2013)
- ¨Missing You¨ (With School Of Seven Bells) (2013)
- ¨Take Your Mind Off¨ (2013)
- "Feeling The Night" (With Becky Jean Williams) (2013)
- "Floating" (With Haley) (2013)
- "Under The Stars" (With Thomas Sagstad Vs. Morning Parade) (2014)
- "Ain't Gotta Lie" (with Decarl) (2014)
- "Yep" (with AMTRAC) (2014)
- "Catalyst" (with Wild Children) (2014)
- "Summer Nights" (With The Brocks) (2014)
- "A Little More"(With John Dahlbäck Vs. Sansa) (2014)
- "Never Sleep Alone" (with Tess Comrie) (2015)
- "Disarm You" (feat. Ilsey) (2015)
- "We Don't Stop" (2015)
- "Whatever" (feat. KOLAJ) (2015)
- "Beneath with Me" (with Deadmau5 and Skylar Grey) (2016)
- "Flip Reset" (with WILL K) (2020)
- "Solid Ground" (2020)
- "Closer" (2021)

### Álbum de remixes
- Sounds of Om 3 (2002)
- San Francisco Sessions 2 (2003)
- House of Om 3 (2005)
- Bring the Night (2007)
- The Grand (2009)
- Telephone (2010)

### Remixes para otros artistas
2001:
- Naked Music NYC – If I Fall (Kaskade's Soulshower Remix)
- Rithma – Builder (Kaskade Let's Make Out Mix)

2002:
- King Kooba – If I Could (Kaskade's More Pop Mix)
- Amma – Heartbeat (Kaskade Mix)
- Amma – On My Own (Kaskade Mix)
- Justin Timberlake – Like I Love You (Kaskade Remixes)

2003:
- Andy Caldwell Feat. Omega – I Can't Wait
- Terri Walker – Guess You Didn't Love Me
- Dissent – Bleeding Together
- Afro-Mystik – Natural (Kaskade's Roots Mix)
- Rithma – Love & Music
- J. Boogie's Dubtronic Science Feat. Omega – Rainfall
- Stigmato Inc. – Strive To Be Happy (Lush Gravel Mix)
- Rufus Wainwright – Go Or Go Ahead
- Mark Farina – To Do (Kaskade's Carry On Mix)
- Late Night Alumni –  All For Nothing

2004:
- David Morales With Tamra Keenan – Here I Am – Número uno en el Billboard Hot Dance Club Play
- The World's Most Beautiful feat. E-Man – I'm A Lot Like You
- The Beard – For Me (Kaskade Remedy Remix)
- West Magnetic – Give It Up For Free (Kaskade's Vision)
- Lawrence Welk – String Of Pearls
- Roomsa feat. Lady Sarah – This Girl
- OutKast – The Way You Move (Kaskade Remixes)
- Frank Sinatra – Mistletoe And Holly (Kaskade Mix)

2005:
- Colette – Feelin' Hypnotized
- Late Night Alumni – Empty Streets
- Pussycat Dolls Feat. Busta Rhymes – Don't Cha – Número uno en el Billboard Hot Dance Club Play.
- Rie – Open Your Mind
- Colette – What Will She Do For Love
- Floetry – SupaStar
- Peyton – I'll Rise
- Mark Farina – Cali Spaces
- Colette – Didn't Mean To Turn You On
- Summer Of Space – With You (Kaskade Does Rock Mix)
- Chieko Kinbara – If You Only
- Chieko Kinbara – Stay With Me
- Bing Crosby – White Christmas

2006:
- Jay-J & Mark Grant with Latrice – Love Is
- Summer Of Space – Hearts Reaction (Kaskade Electro Rub)
- Late Night Alumni – I Knew You When
- Paris Hilton – Nothing In This World – Número 12 en el Billboard Hot Dance Club Play
- Conjure One – Face The Music
- The Sellars – Fair Game
- Sugiurumn – Galaxy

2007:
- Nelly Furtado – All Good Things (Come to an End) – Número uno en el Billboard Hot Dance Club Play
- Genki Rockets – Breeze
- Seal – Amazing – Número uno en el Billboard Hot Dance Club Play (durante dos semanas)
- Britney Spears – Gimme More – Número uno en el Billboard Hot Dance Club Play
- Kumi Kōda – Run For Your Life
- Justin Timberlake – LoveStoned / I Think She Knows – Número uno en el Billboard Hot Dance Club Play
- Joslyn – Funk 2 Night
- Jyongri – Lullaby For You
- Lil´ – Your Affection
- Mr. O feat. Sarah Smith – Lights Out

2008:
- Location Location – Let's Begin (Kaskade Extended Edit)
- Cabin Crew – Can't Stop It
- Rasmus Faber feat. Emily McEwan – Are You Ready
- Jes – Imagination – Número uno en el Billboard Hot Dance Airplay
- Britney Spears – Break the Ice - Número uno en el Billboard Hot Dance Play
- Madonna – Miles Away
- Plumb – In My Arms
- Mocean Worker – Chick a Boom Boom Boom
- Truth® – Smaller Babies
- Late Night Alumni – Another Chance
- Britney Spears – Womanizer – Número dos en el Billboard Hot Dance Airplay
- LeAnn Rimes – What I Cannot Change – Número uno en el Billboard Hot Dance Airplay
- Natalie Bassingthwaighte – Someday Soon

2009:
- Livvi Franc – Now I'm That Bitch – #1 Billboard Hot Dance Club Play
- Zip Zip Through The Night – Beestung (Kaskade's Grand Mix)
- Empire of the Sun – Walking On A Dream
- Esmée Denters – Outta Here
- Joachim Garraud – The Computer
- The Crystal Method Feat. Emily Haines – Come Back Clean – #11 Billboard Hot Dance Club Songs
- Little Boots – Remedy
- Paul van Dyk Ft. Johnny McDaid – Home
- Lady GaGa – Bad Romance – #1 Billboard Hot Dance Club Songs
- Late Night Alumni – Another Chance (Kaskade's Homage To Roger Mix)
- Haley – This is How it Goes (Kaskade's Grand Club Edit)
- Timbaland con Nelly Furtado & SoShy – Morning After Dark

2010:
- Keri Hilson – Slow Dance
- Lady GaGa feat. Beyoncé – Telephone
- Neon Trees – Animal
- Katy Perry - Teenage Dream
- Samantha James – Waves Of Change
- Kings of Tomorrow – Finally (Kaskade dance.love Mix)
- Noisettes – Never Forget You

2011:
- Late Night Alumni – It's Not Happening
- Sultan & Ned Shepard Feat. Nadia Ali – Call My Name
- Daft Punk – Rinzler
- Robyn – Call Your Girlfriend
- Nicole Scherzinger – Don't Hold Your Breath
- Beyoncé – Run The World (Girls)
- Skrillex – Scary Monsters And Nice Sprites
- Skylar Grey – Invisible
- Dada Life – Happy Violence
- Zedd – Shave It
- R3hab & Swanky Tunes Ft. Max C – Sending My Love

2012:
- Above & Beyond feat. Zoë Johnston – Love Is Not Enough
- Usher – Climax
- Katy Perry – Wide Awake

2013:
- Macklemore & Ryan Lewis Feat. Ray Dalton – Can't Hold Us
- Kaskade – Atmosphere (Kaskade's Redux Mix)
- Dan Black Feat. Kelis – Hearts (Kaskade & R3hab Remix)
- Lana del Rey – Young & Beautiful
- Astrud Gilberto – Fly Me To The Moon

2014:
- Galantis – Smile (Kaskade Edit)
- Galantis – Runaway (U & I)

2015:
- Gwen Stefani – Baby Don't Lie (Kaskade & KillaGraham Remix)
- Late Night Alumni – The This This
- Skrillex & Diplo present Jack Ü feat. Justin Bieber – Where Are Ü Now
- Skylar Grey – I Know You
- Thomas Sagstad feat. Wildo – Burned

 2017:
- Imagine Dragons - Believer (Kaskade Remix)